# 岩手郵便局 (岩手県)
岩手郵便局（いわてゆうびんきょく）は、日本郵便が2017年3月21日に岩手県北上市相去町大松沢の北上南部工業団地内に開局した一般客向け窓口、ATMを持たないタイプの郵便局（地域区分局）である。

## 概要
住所：岩手県北上市相去町大松沢1-111
岩手県内の郵便番号には「02X-XXXX」という1つの大きな括りが存在し、盛岡中央郵便局が地域区分局として管内の郵便物等の取り纏め、対外発送を請け負っていたが、これを分割し岩手県内の郵便・ゆうパックの区分を行う地域区分専用局として新設されるものである。一般客向けの窓口などは「ゆうゆう窓口」も含め開設されない。仕分け業務に特化した郵便局としては、2015年5月4日に開局した東京北部郵便局（埼玉県和光市）、2017年1月30日に開局した山口郵便局（山口県山口市）、2017年2月6日に開局した静岡郵便局（静岡県富士市）に次いで全国4例目となるという。
開設当初は盛岡中央郵便局のゆうパックの地域区分業務が移管され、郵便物の地域区分業務は1カ月ほど遅れて2017年5月4日に移管された。
移管により、県内の一部地域では当日発送締切時間が繰り上げとなっている。
移管したものの、サービスレベルは盛岡中央体制と同等としている。
2018年8月18日、秋田中央郵便局が行なっていた郵便番号の上2桁が01の地域(秋田県内全域と青森県十和田市の一部)の地域区分業務が当局に移管された。

## 取扱業務
- 郵便番号が01、02で始まる地域発着の全郵便物・ゆうパック類の差立・仕分け
- 青森県八戸地区発の岩手県以南への郵便物・ゆうパック類の差立・仕分け。
- 関東圏発の、函館・函館東・長万部方面陸送ゆうパックの中継業務。
- 北上・花巻地域の普通郵便取り纏め。

### 地域区分受持区域
- 岩手県内全域
- 秋田県内全域
- 青森県十和田市の一部(〒「018-55xx」の十和田湖郵便局管内=十和田湖畔休屋・宇樽部・子ノ口地区。および秋田県鹿角郡小坂町十和田湖地区）